# Mount Andes
Mount Andes är ett berg i Antarktis. Det ligger i Västantarktis. Inget land gör anspråk på området. Toppen på Mount Andes är 2 525 meter över havet.
Terrängen runt Mount Andes är huvudsakligen kuperad, men åt nordost är den bergig. Trakten är obefolkad. Det finns inga samhällen i närheten.